# Terrorama!
Terrorama! is een Nederlandse speelfilm uit 2001, geregisseerd en geschreven door Edwin Brienen. De film handelt over vrijheid en terrorisme, en ging kort voor de terreuraanslagen in New York in première. Terrorama! was Brienens debuutfilm.

## Verhaal
Een groep van zes mensen probeert 'vrijheid' te bewerkstelligen middels het uitvoeren van een terroristische daad: de ontvoering van bekend tv-presentator Gerard van Dongen (Michel Van Dousselaere). De terroristen confronteren Van Dongen met hun donkerste gedachten en emoties tijdens een geïmproviseerde televisieshow. Deze actie leidt tot gewelddadige uitspattingen, absurde seksuele gedragingen en orgies.

## Productie
Het totale budget van Terrorama! bedroeg slechts honderdduizend gulden. De film werd grotendeels opgenomen in Amsterdam. De filmmuziek werd grotendeels gecomponeerd door Ferenc van der Sluijs, die als I-f bekend is als een van de grondleggers van de Nederlandse electroscene.
De hoofdrollen werden gespeeld door Kiki Classen (Kiki), Esther Eva Verkaaik (Esther), Michel Van Dousselaere (Gerard van Dongen) en Robbie Muntz (Rob). Daarnaast zijn er bekende Nederlanders te zien in bijrollen: Mental Theo, Mimi Kok, Martin Brozius en Theo van Gogh. Deze laatste speelt een gestoorde Koranprediker.

## Trivia
- Het personage van Saskia Winkelaar is gebaseerd op Mathilde Willink.
- Terrorama! werd in 2008 door Filmfreak Distributie uitgebracht op dvd, als onderdeel van de Brienen Collection.